# Linde (Adelsgeschlecht)

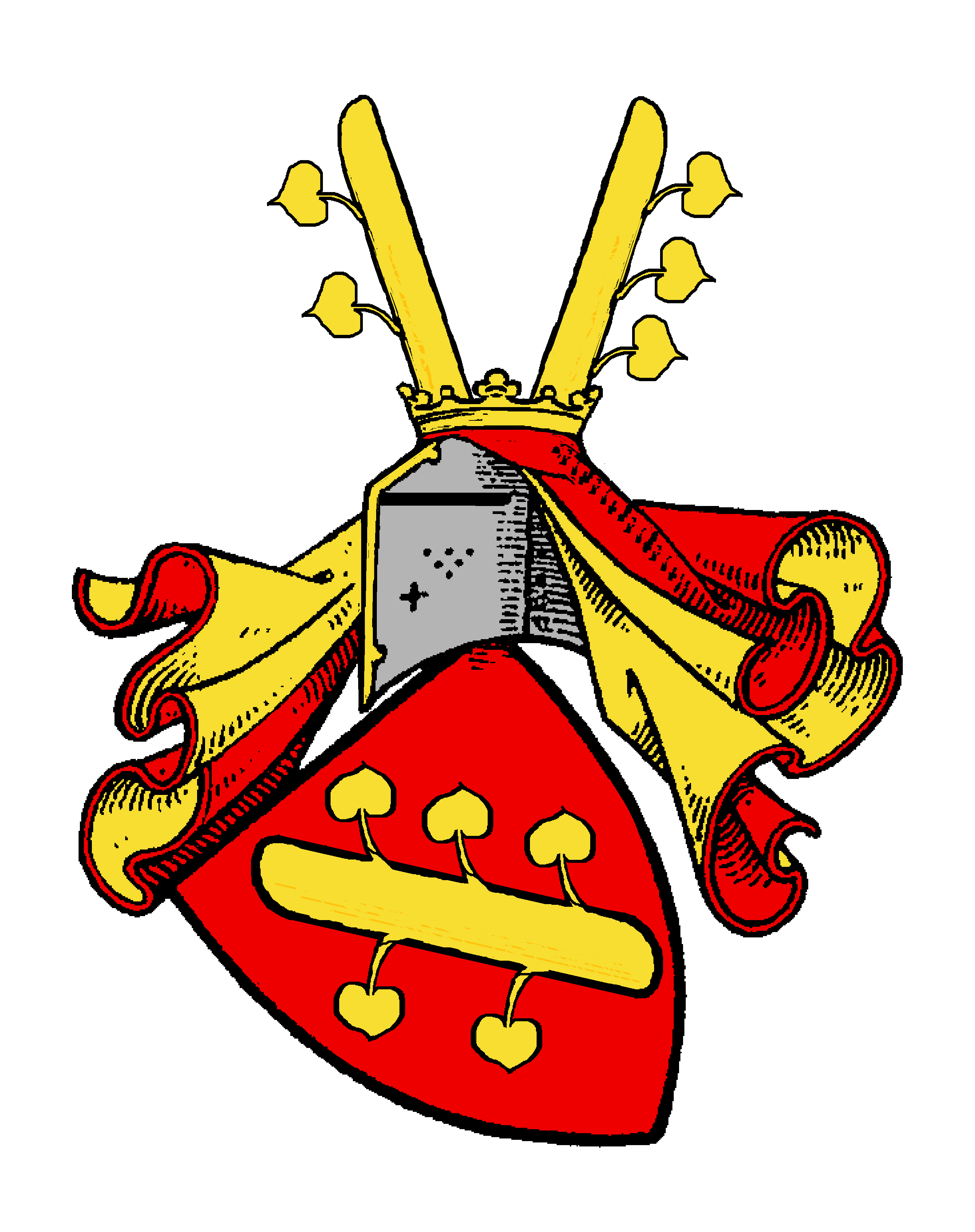
Stammwappen derer von der Linde

Von der Linde oder seltener von der Linden, historisch auch de Tilia (Tilia lateinisch für Linde), ist der Name eines alten preußischen Adelsgeschlechts, das sich auch nach Schlesien und Schweden ausbreiten konnte. Die Familie besteht gegenwärtig fort.
Die Familie ist von dem westfälischen Briefadelsgeschlecht Linde zu unterscheiden.

## Geschichte
Das Geschlecht von der Linde soll seinen Ursprung in den Niederlanden haben.

### Preußen
In Preußen erscheint das Geschlecht zuerst um 1300 mit Hermann von der Linde bzw. mit Rupertus de Tilia welcher in den Jahren 1317 bis 1320 in Thorn urkundlich genannt wurde. Mit Tilico von der Linde beginnt die durchgängige gesicherte Stammreihe der Familie. Seine Schwiegertochter verkaufe als Witwe in der ersten Hälfte nach 1335 den Stammsitz des Geschlechts, Gut und Dorf „Zur Linde“ bei Thorn. Von ihren beiden Söhnen schloss sich Gottfried von der Linde († 1379) dem Deutschen Orden an, Nikolaus von der Linde († 1365) setzte den Stamm fort und begründete die Ratslinie in Thorn und Danzig. Die Familie gehörte dem Patriziat und der Kaufmannschaft von Thorn an und stellte dort bis ins 16. Jahrhundert mehrfach Schöppen und -meister, Ratsherren, Burghauptleute, Kämmerer und Bürgermeister. Mit Johann von der Linde (1514–1558) begab sich die Familie nach Danzig. 1542 wurde er als Kaufmann Danziger Bürger, war dort 1549 Schöppe, 1554 Ratsherr und 1556 in der Gesandtschaft zum Reichstag in Warschau. Auch in Danzig rückte die Familie in prominente Stellungen vor und stellte im 17. Jahrhundert ebenfalls mehrfach den Burghauptmann und Bürgermeister sowie natürlich auch Ratsherren. Die Familie versippte in beiden Städten mit dem mit den Familien des Rates bzw. dem Stadtadel, wie den Schachmann, Schwarzwald oder Bodeck.
Zwischen 1420 und 1922 studierten mehrere Angehörige der Familie an der Universität Rostock.
Mit Gottfried von der Linde (1598–1658) ist das Geschlecht in den Raum Karthaus und Berent gelangt. Er selbst war 1621 an der Universität Rostock immatrikuliert und besaß teilweise allein, teilweise 1622 mit gemeinsam mit seinem Bruder Adolf von der Linde (1596–vor 1631) u. a. die Güter Prussy, Mariensee, Glasberg, Pomlau und Klanau. Rheinhold Nikolaus von der Linde († vor 1755) war auch Herr auf Schönberg im Kreis Konitz. Die Familie versippte sich dort mit dem landgesessenen Adel, wie den Lewald-Powalska, Massow, Puttkamer, Rautenberg-Klinski oder Wussow.
Die Familie war auch im Ermland und im Kreis Osterode begütert, im Kreis Mohrungen besaßen die von der Linde zudem ab dem Jahr 1727 Mothalen und Münsterberg sowie schließlich Faulen im Kreis Rosenberg.
Ebenfalls taten mehrere Söhne des Geschlechts als Offiziere Dienst in der Preußischen Armee. Josef Wilhelm von der Linde hat 1794 als Sekondeleutnant im Regiment vacant Wildau zu Fuß den Orden Pour le Mérite erhalten, avancierte 1806 im Regiment zum Kapitän und war 1817 Oberstleutnant und Kommandeur im 4. Garnisonbataillon, danach des 1. Garnisonbataillons. Er erhielt das Eiserne Kreuz bei Großbeeren. Otto von der Linde (1892–1984), der als Leutnant im 5. Garde-Regiment zu Fuß 1914 im Handstreich das Fort de Malonne bei Namur nahm und dafür mit dem Orden Pour le Mérite geehrt wurde. Darüber hinaus stand Lothar von der Linde (1858–1911) als Oberst in preußischen Diensten und Siegfried von der Linde (1893–1978) avancierte zum Generalmajor.
Pommern
Spätestens mit Hans von der Linde († 1624), welcher 1610 Anna-Maria von Zitzewitz († vor 1627) heiratet und so mittelbar in den lebenslangen Pfandbesitz von Muttrin gelangte das Geschlecht nach Hinterpommern. Unter seiner Wirtschaft hat der Ort, die Nachbarschaft, sogar das Verhältnis zu Stolp sehr gelitten, denn er war sehr streitbar. Später gehörte auch Ziezeneff im Kreis Belgard und Dorow (1922–1945) im Kreis Regenwalde zum Gutsbesitz der Familie.
Schlesien
Ein Zweig des Geschlechts muss sich nach Schlesien begeben haben, denn in Breslau ist Peter von der Linde († 1679), Sohn des Johann Georg von der Linde verstorben.

### Schweden

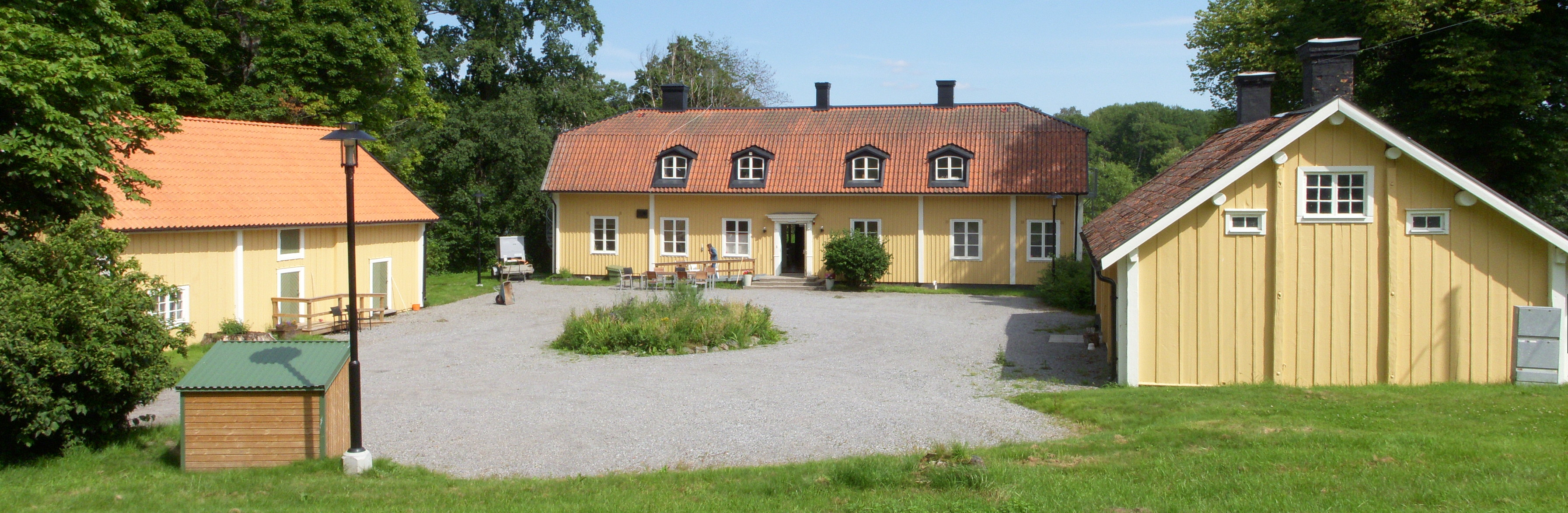
Lindhof in Schweden (2012)

Die schwedische Linie beginnt mit Lorentz Erikson († 1611) der als Handelsmann aus Holland in Stockholm erschien. Sein Sohn Erik Larsson von der Linde († 1636) wurde 1606 erstmals als Handelsmann in Stockholm genannt. Er war zu Lindeborg mit Segersjö im Kirchspiel Lännäs und Nerike sowie Malmvik im Kirchspiel Lofö in Uppland begütert. Er war ein wichtiger Geldgeber für König Gustav II. Adolf. Dieser machte ihn 1618 zum königlichen Kommissar und Generalfaktor in Holland. 1631 wurde er mit dem Namen von Lindöö in den schwedischen Adelstand gehoben, was später in von der Linde geändert wurde. Verbunden war die Nobilitierung mit der Donation von Gut und Herrenhaus Lindhof („Lindhov“) als schwedisches Lehen, das noch Gegenwärtig seinen Namen von der Familie entlehnt. Das Geschlecht wurde bei der Adelsklasse (Nr. 179) introduziert. Sein Sohn Lorenz Erikson von der Linde (1610–1670) war auch Herr auf Neukloster und beschritt die Offizierslaufbahn in der schwedischen Armee, wo er bis 1665 zum Feldmarschall avancierte. Er wurde gemeinsam mit seinen Brüdern Erik (1611–1666), schwedischer Hofrat, Marschall und Gesandter, und Jacob (1612–1668), Herr auf Catharinæholm und Wigersberg in Södermanland, am 14. Mai 1651 in den schwedischen Freiherrenstand als Freiherr zu Lindeborg nobilitiert. Die Introduzierung bei der Freiherrenklasse des schwedischen Adels erfolgte 1654 (Nr. 38). Jacob von der Linde, der jüngste Bruder setzte den Stamm fort. Seine Tochter Gertrud († 1701) heiratete 1657 den Generalmajor Johan Fitinghoff (1589–1685). Sein Sohn Gustaf von der Linde (⚔ 1676) beschritt ebenfalls die Offizierslaufbahn wie sein Onkel. Er diente 1669 als Oberstleutnant und Kommandeur des Bremer Regiments zu Fuß unter General Delwig, dann 1674 im Rang eines Generalquartiermeisters bei Ulfsparres Regiment in Holland, 1675 war er Major bei der Leibgarde Wrangels und zuletzt, 1676 Oberstleutnant in Mellins karelischem Kavallerieregiment wechselte, wo er in der Schlacht bei Lund fiel und die schwedische Linie seines Geschlechts im Mannesstamm beschloss.

### Weitere Familien
Von der gleichnamigen Familie von der Linden, welche im Schild in Gold drei grüne Lindenblätter (2:1) führte, 1398 mit Abel von der Linden einen Bürgermeister in Köln stellte und bis ins 16. Jahrhundert urkundlich belegt ist, dürfte wohl keine Stammesverwandtschaft zu obiger preußischen Familie angenommen werden. Auch von einer weiteren ebenfalls gleichnamigen Familie von der Linde, welche im Stift Gandersheim begütert war, wurde angenommen, dass keine Stammesverwandtschaft zu den genannten besteht.

## Wappen
- Das Stammwappen zeigt in Rot einen schräg rechts gelegten goldenen Lindenast, oben mit drei, unten mit zwei (zuweilen grün dargestellten)[11] Blättern. Auf dem gekrönten Helm mit goldenen und roten Decken, zwei gegeneinander gestellte Lindenäste, der rechte mit zwei, der linke mit drei Blättern.[11]
- Das 1631 verliehene schwedische Wappen zeigt im geteilten Schild, oben in Silber zwei natürliche Lindenbäume, unten in Blau einen quergelegten natürlichen braunen Ast, links einem Weinblatt und rechts mit einer silbernen Rebe. Aus dem Helm, mit blau-silbernen Decken, über einem blau-silbernen Helmwulst ein natürlicher Lindenbaum.
- Das 1653 verliehene freiherrliche Wappen ist geviert, mit dem Stammwappen als Herzschild.

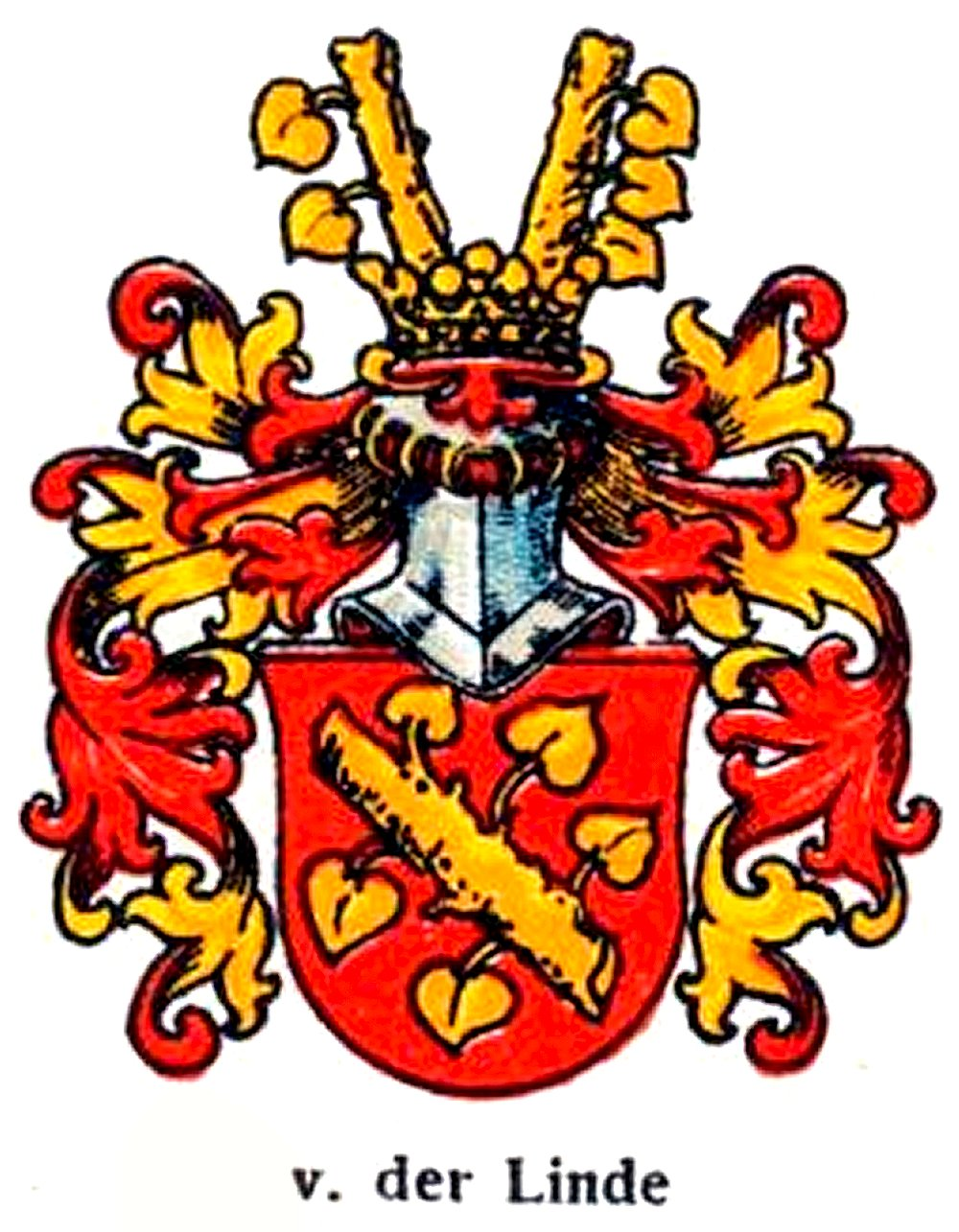
Stammwappen der Familie
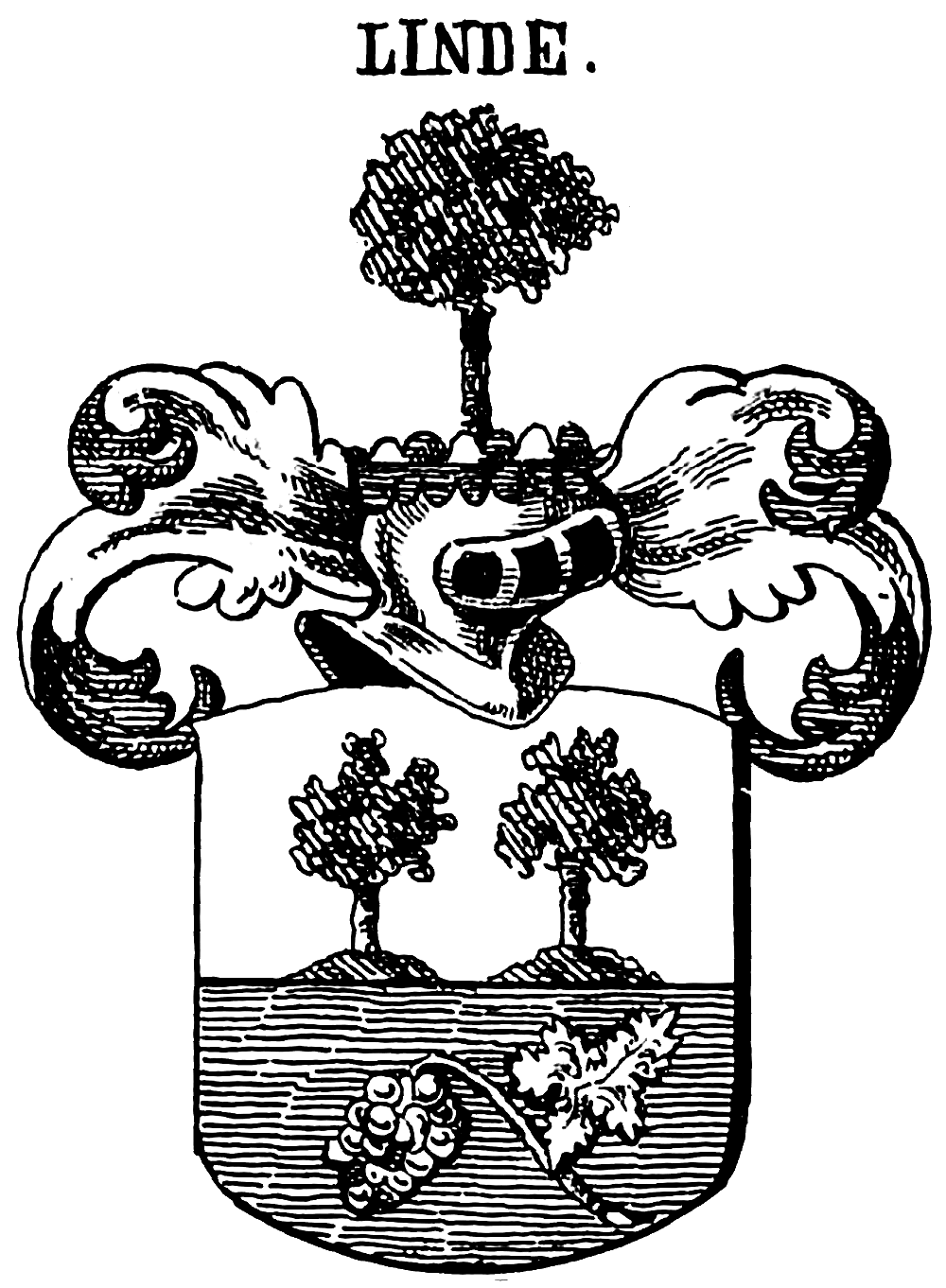
Wappen in Schweden 1631

## Bekannte Namensträger

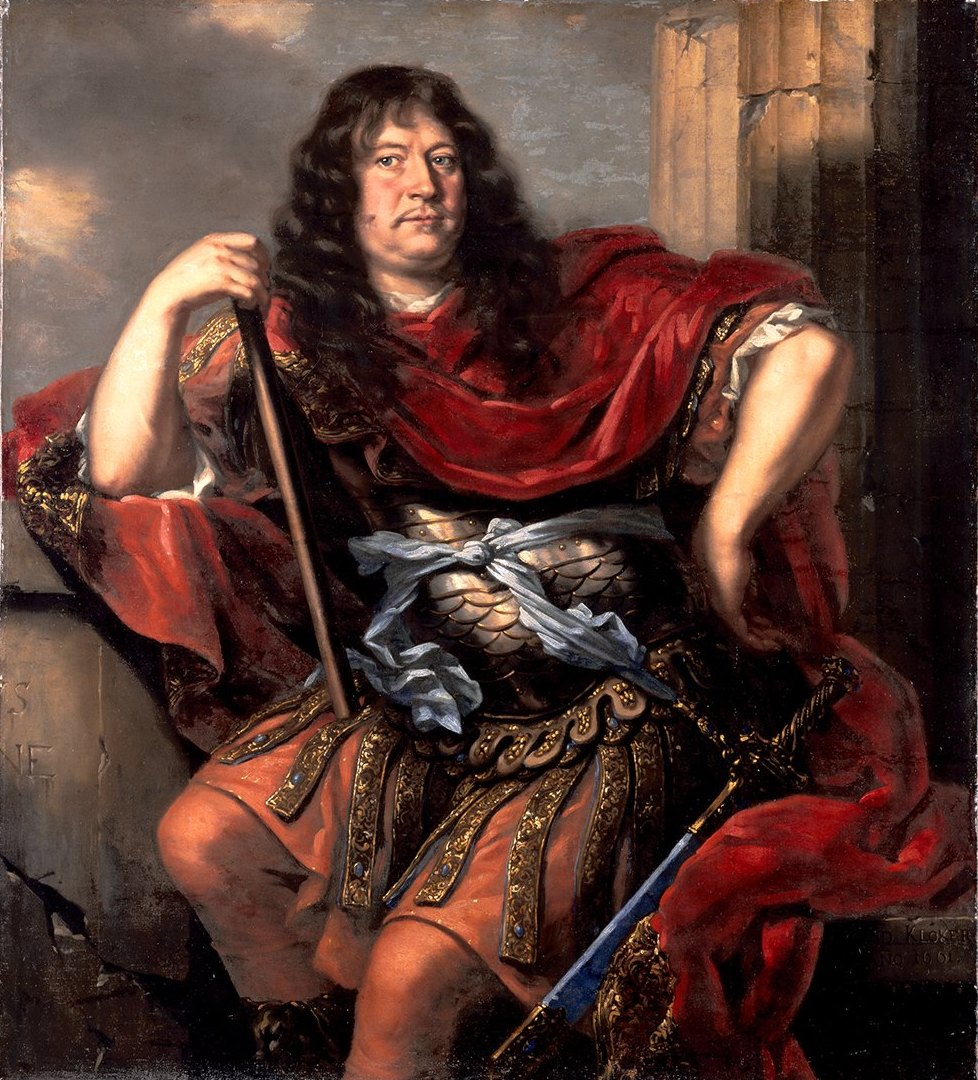
Feldmarschall Lorenz von der Linde (1610–1670)

- Gottfried von der Linde († 1379), Komtur, dann Marschall des Deutschen Ordens in Preußen
- Hermann von der Linde († 1427), Bürgermeister von Thorn 1416–1427[12]
- Niclas von der Linde († 1563), Bürgermeister von Thorn 1544–1563
- Nikolaus von der Linde († 1574), Bürgermeister von Thorn 1566–1574[13]
- Nikolaus von der Linde († 1605), Burghauptmann in Danzig
- Johann von der Linde (1542–1619), Bürgermeister von Danzig
- Adrian von der Linde (1579–1631), Bürgermeister von Danzig
- Adrian von der Linde (1610–1682), Bürgermeister von Danzig
- Lorenz von der Linde (1610–1670), schwedischer Feldmarschall
- Josef Wilhelm von der Linde (* vor 1775; † nach 1818), preußischer Oberstleutnant, Ritter des Ordens Pour le Mérite
- Otto von der Linde (1892–1984), Oberst, Ritter des Ordens Pour le Mérite
- Siegfried von der Linde (1893–1978), Generalmajor der Wehrmacht